# Мінтіу-Герлій (комуна)
Мінтіу-Герлій (рум. Mintiu Gherlii) — комуна у повіті Клуж в Румунії. До складу комуни входять такі села (дані про населення за 2002 рік):
- Бунешть (911 осіб)
- Мінтіу-Герлій (1497 осіб)
- Німа (809 осіб)
- Педуреній (108 осіб)
- Петрешть (267 осіб)
- Салатіу (268 осіб)

Комуна розташована на відстані 335 км на північний захід від Бухареста, 40 км на північний схід від Клуж-Напоки.

## Населення
За даними перепису населення 2002 року у комуні проживали 3860 осіб.
Національний склад населення комуни:
| Національність | Кількість осіб | Відсоток |
| -------------- | -------------- | -------- |
| румуни         | 3687           | 95,5 %   |
| цигани         | 133            | 3,4 %    |
| угорці         | 40             | 1,0 %    |

Рідною мовою назвали:
| Мова      | Кількість осіб | Відсоток |
| --------- | -------------- | -------- |
| румунська | 3793           | 98,3 %   |
| циганська | 37             | 1,0 %    |
| угорська  | 30             | 0,8 %    |

Склад населення комуни за віросповіданням:
| Релігія        | Кількість осіб | Відсоток |
| -------------- | -------------- | -------- |
| православні    | 3460           | 89,6 %   |
| греко-католики | 151            | 3,9 %    |
| п'ятдесятники  | 107            | 2,8 %    |
| баптисти       | 58             | 1,5 %    |
| реформати      | 34             | 0,9 %    |
| римо-католики  | 16             | 0,4 %    |
| адвентисти     | 16             | 0,4 %    |
| не релігійні   | 11             | 0,3 %    |
| унітарії       | 1              | < 0,1 %  |